# Necrólise epidérmica tóxica
Necrólise epidérmica tóxica (NET) ou Síndrome de Lyell é um tipo de reação adversa cutânea grave que afeta mais de 30% da pele. Começa com sintomas de gripe e alguns dias depois, aparecem vesículas e descamação dolorosa em áreas da pele ou das membranas mucosas, como a boca. As complicações incluem a desidratação, sepse, pneumonia e falência de múltiplos órgãos. A síndrome de Stevens–Johnson (SJS) é muito similar, mas afeta menos de 10% da pele. Uma forma intermédia NET/SJS afeta entre 10 e 30% da pele.
A causa mais comum é reação alérgica a determinados medicamentos, tais como a lamotrigina, carbamazepina, alopurinol, sulfonamida antibióticos, e nevirapina. Outras causas podem incluir infecções, tais como Mycoplasma pneumoniae e citomegalovírus ou a causa podem permanecer desconhecida. Os fatores de risco incluem o HIV/AIDS e o lúpus eritematoso sistêmico. O diagnóstico é baseado em uma biópsia da pele e o envolvimento de mais de 30% da pele. Eritema multiforme é geralmente considerado uma reação alérgica diferente.
O tratamento geralmente ocorre em uma unidade de cuidados intensivos (UTI). Esforços são feitos para parar a causa, reduzir a dor e repor líquidos e minerais. Anti-histamínicos, antibióticos, imunoglobulinas intravenosas, e corticosteróides também podem ser utilizados. Os tratamentos normalmente não alteram o curso da doença subjacente. Em conjunto com a SJS afeta de 1 a 2 milhões de pessoas por ano. É mais comum nas mulheres do que nos homens e entre maiores de 40 anos. A pele geralmente se recupera em duas a três semanas; no entanto, a recuperação pode levar meses e a maioria sofrem com sequelas crônicas.

## Causa

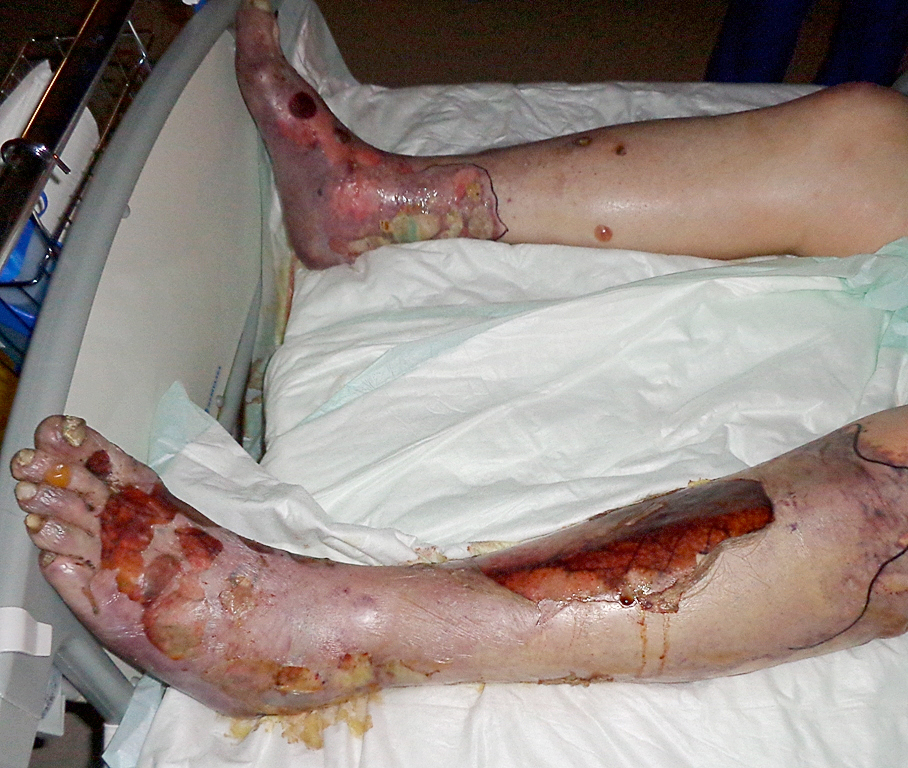
Necrólise da pele das pernas

Reações a drogas são a causa de 80-95% do casos de NET, sendo as mais comuns envolvidas:
- antibióticos
  - sulfonamidas (sulfametoxazol, sulfadiazina, a sulfapiridina)
  - beta-lactams (cefalosporinas, penicilinas, carbapenems)
- antiinflamatórios não-esteróides
- allopurinol
- antimetabolites (metotrexato)
- os medicamentos antirretrovirais (nevirapina)
- corticosteróides
- ansiolíticos (chlormezanone)
- anticonvulsivantes (fenobarbital, fenitoína, carbamazepina, lamotrigina, ácido valpróico).[5][6]

NET também pode ser resultado da infecção por Mycoplasma pneumoniae ou do vírus da dengue. Os agentes de contraste utilizados em estudos de imagem bem como o transplante de medula óssea ou de órgãos tem também foram associada ao desenvolvimento de NET.

### HIV
Indivíduos HIV positivos têm 1000 vezes o risco de desenvolver SJS ou TEN comparado com a população em geral. A razão para este aumento de risco não é clara.

### Genética
Certos fatores genéticos estão associados com risco aumentado de DEZ. Por exemplo, certos tipos de HLA, tais como, o HLA-B*1502, HLA-A*3101, e HLA-B*5801, têm vindo a ser vinculado com desenvolvimento de TEN, quando expostos a determinadas drogas.

## Diagnóstico
Identificar que a descamação e as vesículas e bolhas afetam mais de 30% da pele, caracterizada por uma derme papilar que se separa das camadas basais com uma leve compressão (signo de Nikosky), costuma ser suficiente para começar o tratamento intensivo. Se há dúvidas uma biópsia da pele que indique necrólise confirma o diagnóstico.

### Diagnóstico diferencial
- Síndrome estafilocócica da pele escaldada
- Droga-induzida linear imunoglobulina Uma dermatose
- Reação aguda ao enxerto
- Pustulose exantemática generalizada aguda
- Eritrodermia
- Reação alérgica com eosinofilia e sintomas sistémicos
- Erupção morbiliforme generalizada[11]

## Tratamento
O tratamento primário é a interrupção do fator causal(s), geralmente de uma droga, encaminhamento precoce a uma unidade de cuidados intensivos ou unidade de queimados, para terapias de suporte e apoio nutricional.
Inúmeras outras terapias adjuvantes têm sido tentadas incluindo, corticosteroides, ciclosporina, ciclofosfamida, plasmaferese, pentoxifilina, N-acetilcisteína, ulinastatina, infliximab, e Fator estimulador de colônia de granulócitos (se está associado a leucopenia). Há evidências mistas para uso de corticosteriods e poucos indícios de que as outras terapias funcionem.

## Prognóstico
A mortalidade por necrólise epidérmica tóxica é de 25-30%. as Pessoas com SJS causada por medicamentos têm um prognóstico melhor que por TEN, quando a medicação é retirada. A grande perda de pele deixa os pacientes vulneráveis a infecções por fungos e bactérias, e pode resultar em septicemia, a principal causa de morte na doença. A morte é causada por infecção ou insuficiência respiratória por pneumonia ou danos no revestimento das vias aéreas. Análise microscópica dos tecidos (especialmente o grau de inflamação em geral e da pele) podem desempenhar um papel na determinação do prognóstico de casos individuais.